# Escalera
 La palabra escalera procede etimológicamente del latín scala.

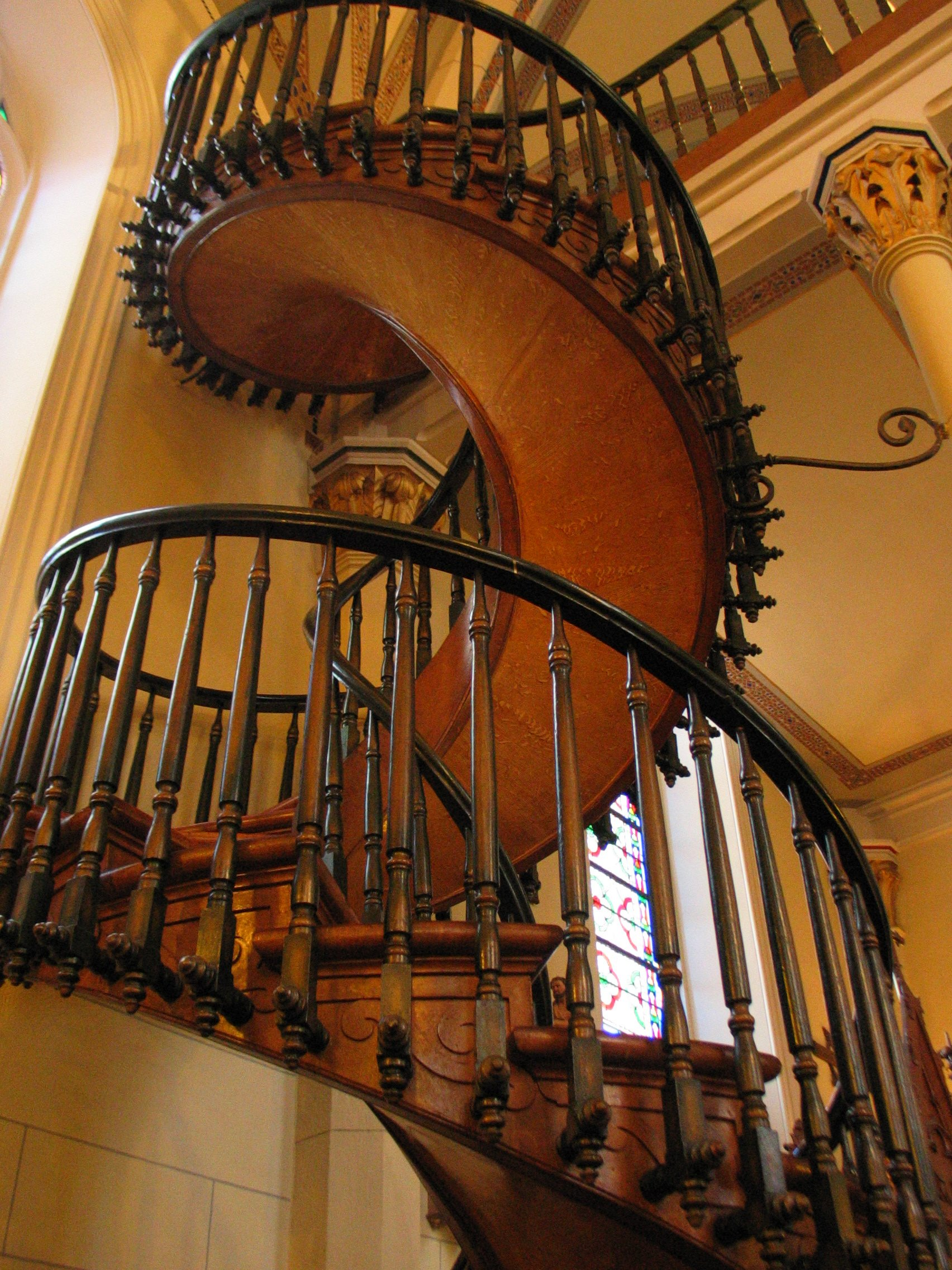
Escalera de Santa Fe, tipo caracol, sin columnas y sin clavos ni tornillos con madera no conocida

Una escalera es una construcción diseñada para comunicar varios espacios situados a diferentes alturas.
Está conformada por escalones (peldaños) y puede disponer de varios tramos separados por descansillos, rellanos o mesetas.
Pueden ser fijas, transportables o móviles. A la escalera amplia, generalmente artística o monumental,  se la llama escalinata. La transportable o «de mano», elaborada con madera, cuerda o ambos materiales, se la denomina escala.
Algunas alternativas a las escaleras son los ascensores, salvaescaleras, pasillos rodantes inclinados y rampas. Un hueco de escalera es un hueco vertical o una abertura que contiene una escalera. Un tramo (de escaleras) es una parte inclinada de una escalera que consta de peldaños (y sus soportes laterales si los soportes están separados de estos escalones).

## Partes
Un «escalón», es un peldaño en un tramo de escaleras.  En los edificios, «escaleras» es un término que se aplica a un tramo completo de escalones entre dos plantas. Un "tramo de escalera" es un tramo de escaleras o escalones entre descansos. Una "escalera" es uno o más tramos de escaleras que conducen de un piso a otro e incluye rellanos, pilares, pasamanos, balaustradas y piezas adicionales. Un "hueco de escalera" es un compartimento que se extiende verticalmente a través de un edificio en el que se colocan escaleras. Una "sala de escaleras" son las escaleras, descansos, pasillos u otras partes de la sala pública a través de las cuales es necesario pasar al pasar del piso de entrada a los otros pisos de un edificio. Las "escaleras de caja" son escaleras construidas entre paredes, generalmente sin soporte excepto las cuerdas de la pared.
Las escaleras pueden estar en un "tramo recto", que conducen de un piso a otro sin girar o cambiar de dirección. Las escaleras pueden cambiar de dirección, comúnmente por dos tramos rectos conectados en un descanso de ángulo de 90°. Las escaleras también pueden volver sobre sí mismas con aterrizajes en un ángulo de 180° en cada extremo de los tramos rectos que forman una escalera vertical que se usa comúnmente en edificios de varios pisos y de gran altura. Muchas variaciones de escaleras geométricas pueden estar formadas por construcciones circulares, elípticas e irregulares.
Las escaleras pueden ser un componente obligatorio de los caminos de salida de estructuras y edificios. También se proporcionan escaleras para facilitar el acceso a pisos, techos, niveles y superficies para caminar a las que no se puede acceder por otros medios.
"Escalera" también es una metáfora común para el logro o la pérdida de una posición en la sociedad, o como una metáfora de jerarquía (por ejemplo, la escalera de Jacob, Acorazado Potemkin).
Las diferentes partes de una escalera se nombran a continuación:
1. Baranda (barandilla)
2. Contrahuella (peralte, tabica): altura del peldaño. Se mide desde la parte superior de un peldaño hasta la parte superior de un peldaño siguiente. Una persona que usa las escaleras movería esta distancia verticalmente con cada paso que dé.
3. Descansillo: rellano en que terminan los tramos de una escalera.
4. Huella: profundidad del peldaño. Se mide desde el borde del voladizo hasta el borde del voladizo siguiente en la vista en planta. Una persona que usa las escaleras se movería esta distancia horizontalmente con cada paso que dé.
5. Pasamanos: travesaño superior de la baranda.
6. Peldaño (escalón): componente de la escalera que sirve para apoyar los pies y poder ascender o descender.
7. Peldaño de arranque (escalón de arranque): primer peldaño de una escalera.
8. Pendiente: inclinación de la escalera.
9. Pomo: soporte en el tramo final inferior de una baranda para apoyar la mano o tomarlo cuando se sube o baja la escalera.
10. Voladizo: parte que sobresale del peldaño.

## Peldaños

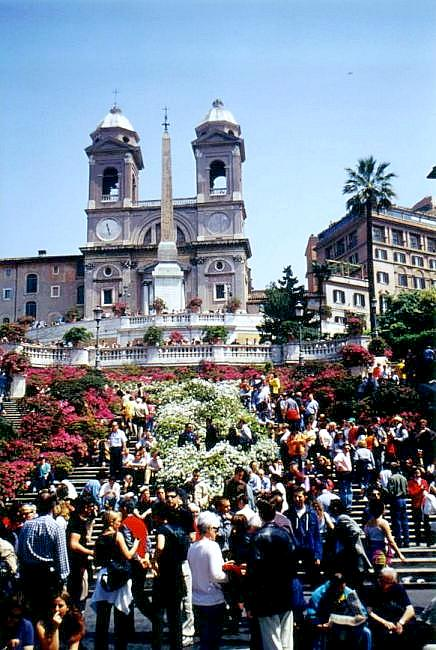
Escalinata de la plaza de España, en Roma, Italia

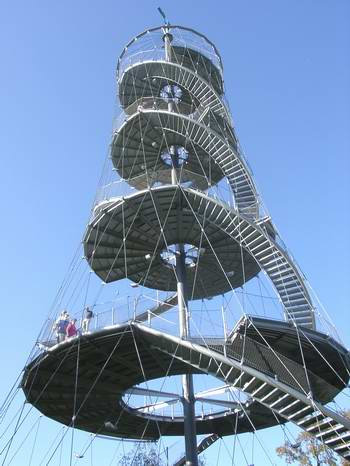
Killesbergturm, en Stuttgart

Dibujo de escalera imposible: ilusión óptica

Las escaleras deben poder subirse y bajarse manteniendo el ritmo para evitar caídas. Para ello, su pendiente ha de ser constante. Es decir, la razón geométrica entre la profundidad de sus peldaños (llamada 'huella') y la altura de estos (llamada 'contrahuella', tabica o peralte) debe ser constante. Si se llama H a la longitud de la huella y C a la altura de la contrahuella, la razón entre ambas es la pendiente (m) de la escalera:
- m = C / H también se puede usar la hipotenusa entre el factor 305.1 ejemplo (2570 / 305.1 = 8.423467716, eliminando 1 entero y los decimales al final quedan 7 escalones

Por razones ergonómicas y de seguridad, en las escaleras fijas, los valores de C y H, expresados en centímetros, deben cumplir la siguiente relación:
- 2C + H = 64 cm, o fórmula de medida del paso.

Una norma adecuada para el diseño de escaleras es hacer que la suma de la profundidad de la huella, más dos veces la altura de la tabica, sea igual a la longitud media de un paso (de 59 a 68 cm) y no superar 16 escalones en cada tramo. El ancho de la huella ha de ser mayor de 80 cm por persona, y un metro en las de urgencias. Los peldaños serán siempre iguales en el mismo tramo de escalera, para evitar traspiés.
CTE
En España, el Código Técnico de Edificación establece en el Documento Básico (DB) exigencias básicas (SU 1) de Seguridad frente al riesgo de caídas, Escaleras de uso general (4.2.1 Peldaños), que en las escaleras situadas en zonas destinadas al público, los valores de C y H deben cumplir la relación:
540 mm ≤ 2C + H ≤ 700 mm

## Tipos

### Fijas
- Escalera de un tramo: aquella que no tiene giros.
- Escalera con descansos o rellanos: aquella cuyos tramos están separados por descansos.
- Escalera cuadrada: la de tramos iguales por cuatro lados, y a escuadra.
- Escalera de ida y vuelta: la que tiene sus tramos en dos sentidos opuestos.
- Escalera de caracol: la que se construye con tramos de forma circular ascendente.
- Escalera imperial: la que posee un tramo de ida y dos tramos de vuelta más estrechos, paralelos al primero y laterales.[5]

### Transportables, o ligeras
- Escalera de mano: la portátil.
- Escalera chapera: la fija que se emplea en las obras y que está formada por dos maderos inclinados y paralelos sobre los cuales se clavan unos travesaños más o menos anchos.
- Escalera de cuerda: la formada por dos maromas paralelas unidas por varios travesaños o barrotes de madera o hierro en forma de peldaños.
- Escalera de escapulario: la portátil que se pone en la pared de los pozos de las minas.
- Escalera de espárrago: conformada por un madero atravesado por pequeñas estacas salientes.
- Escalera de tijera, o doble: la compuesta de dos escaleras de mano unidas por la parte superior con bisagras.

### Por su uso
- Escalera de incendios o de urgencias: la que sirve para evacuar un edificio en caso de incendio u otro tipo de catástrofes. Suele estar situada en el exterior de la edificación, o en el interior de un recinto protegido mediante muros y puertas resistentes al fuego.
- Escalera de servicio: la destinada al uso del servicio, de menor importancia que la principal hecha para facilitar la circulación.
- Escalera hurtada: la disimulada.

### Por su mecanismo
- Escalera mecánica: la que dispone de peldaños móviles.

### Por su sistema constructivo
- Escalera a la catalana: la conformada por tres capas de rasillas, recibidas con yeso, que siguen la línea del antifunicular.[6]

- Escalera colgada: aquella cuyos escalones no están fijos más que por un lado en el muro y por el otro libres, es decir, colgados.
- Escalera de ojo colgada: la que en medio deja un vano circular o cuadrado en lugar de las almas y cuyos peldaños se sostienen uno a otro por su garganta de semicañón.

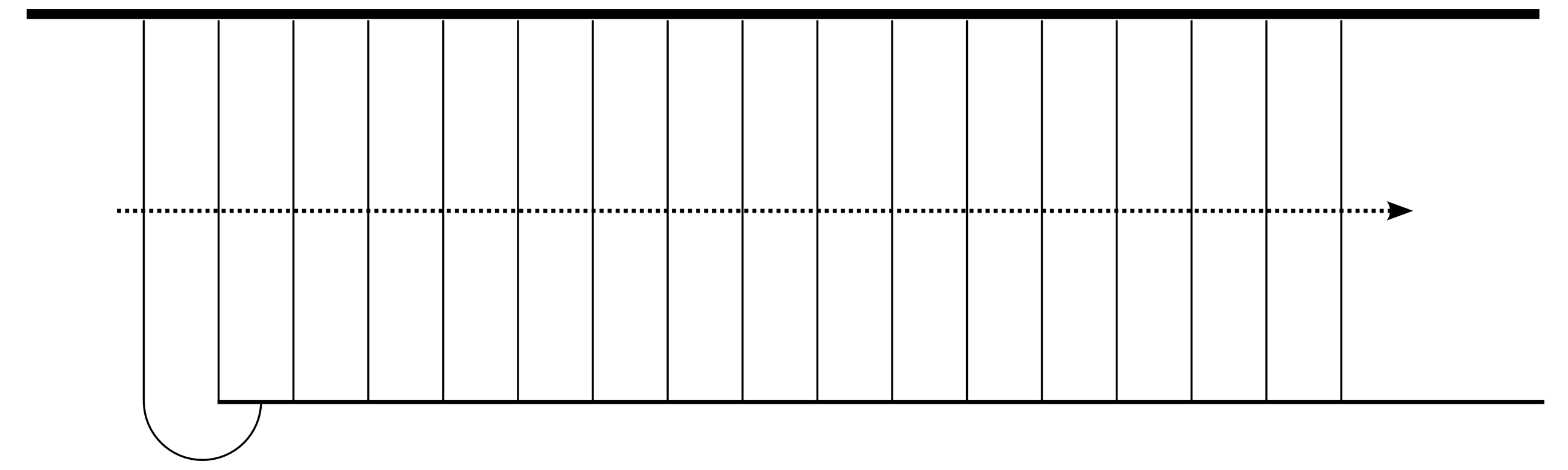
Escalera de un tramo
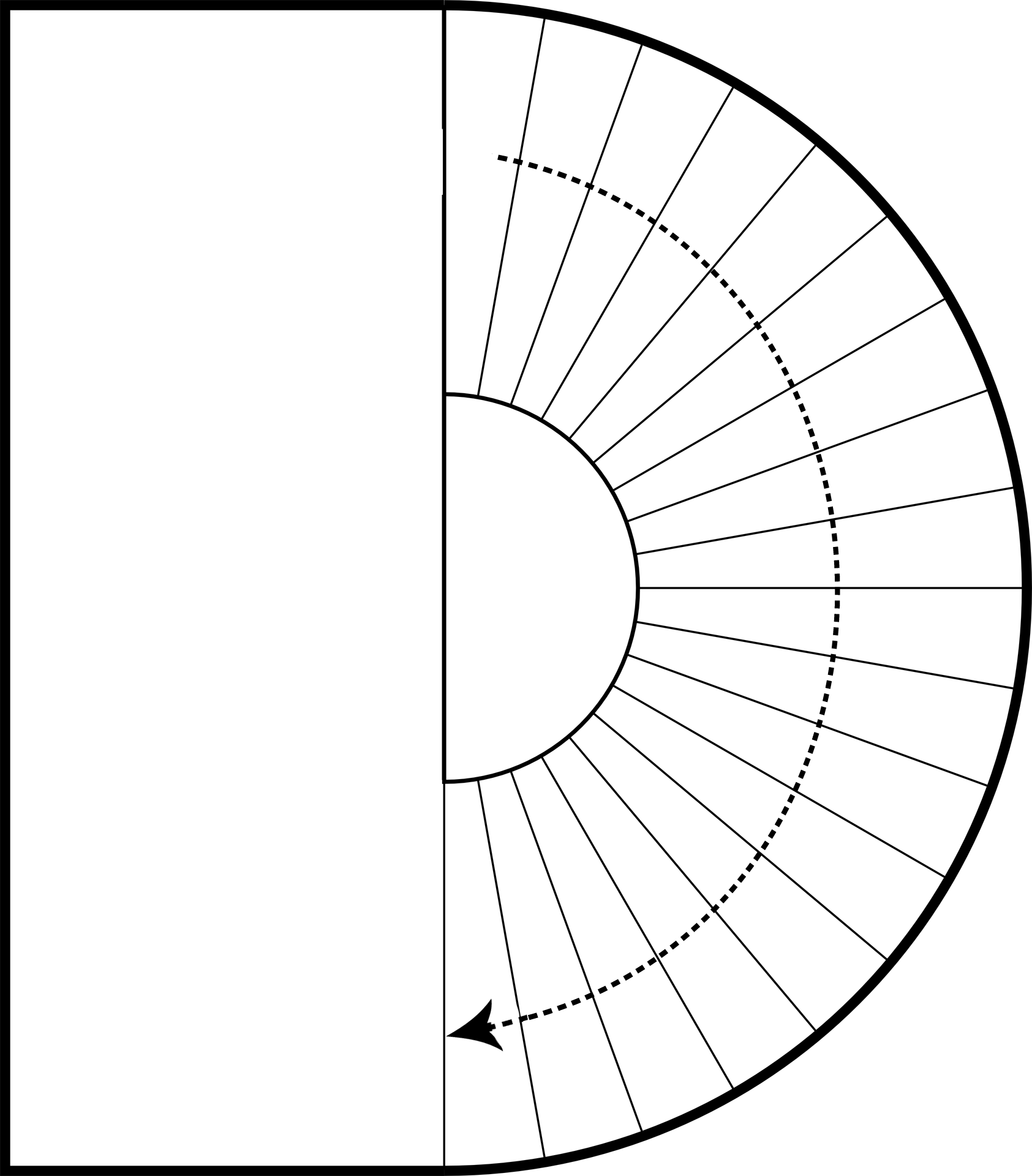
Escalera de un tramo curvo con escalones compensados
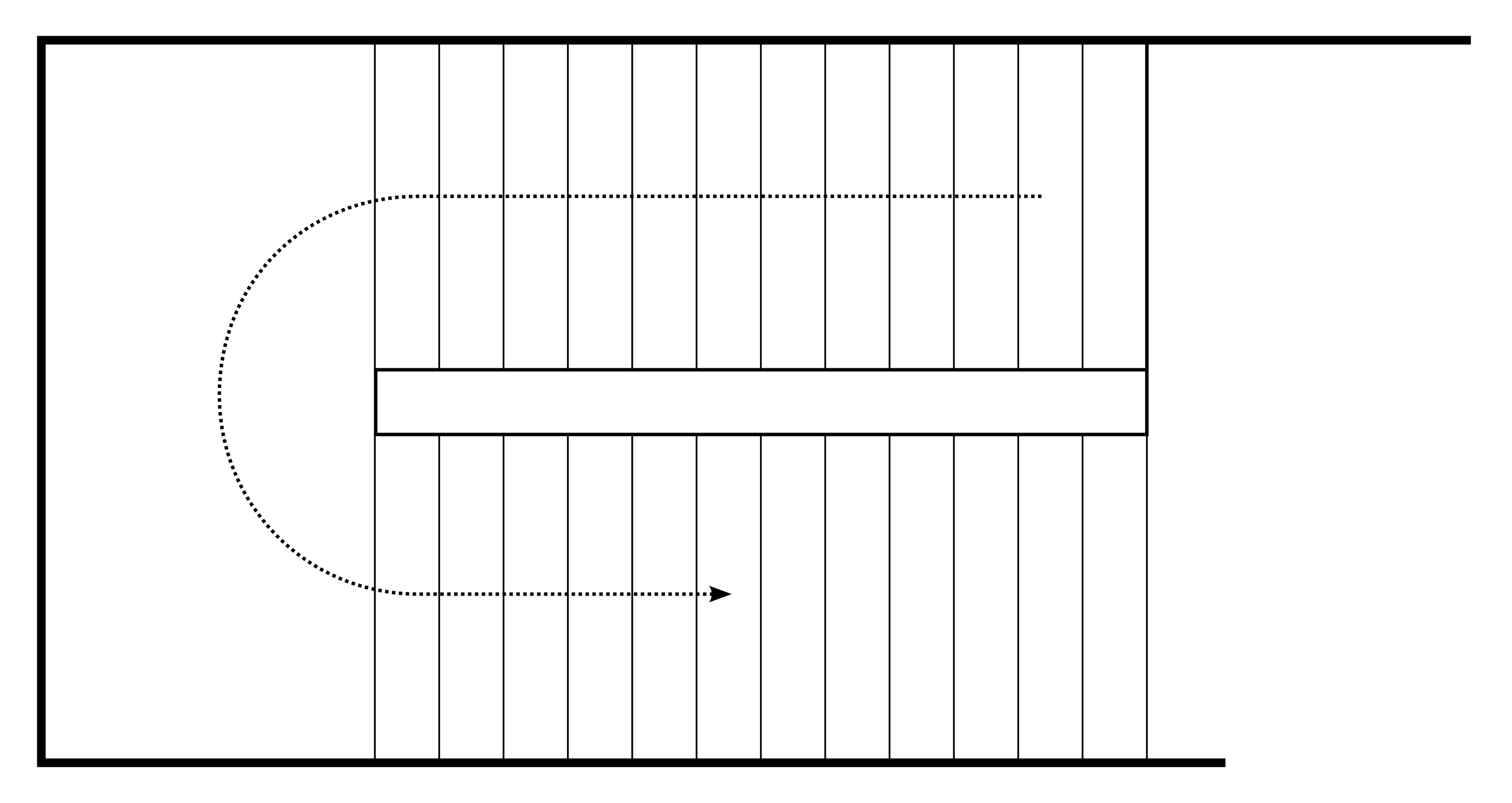
Escalera de dos tramos
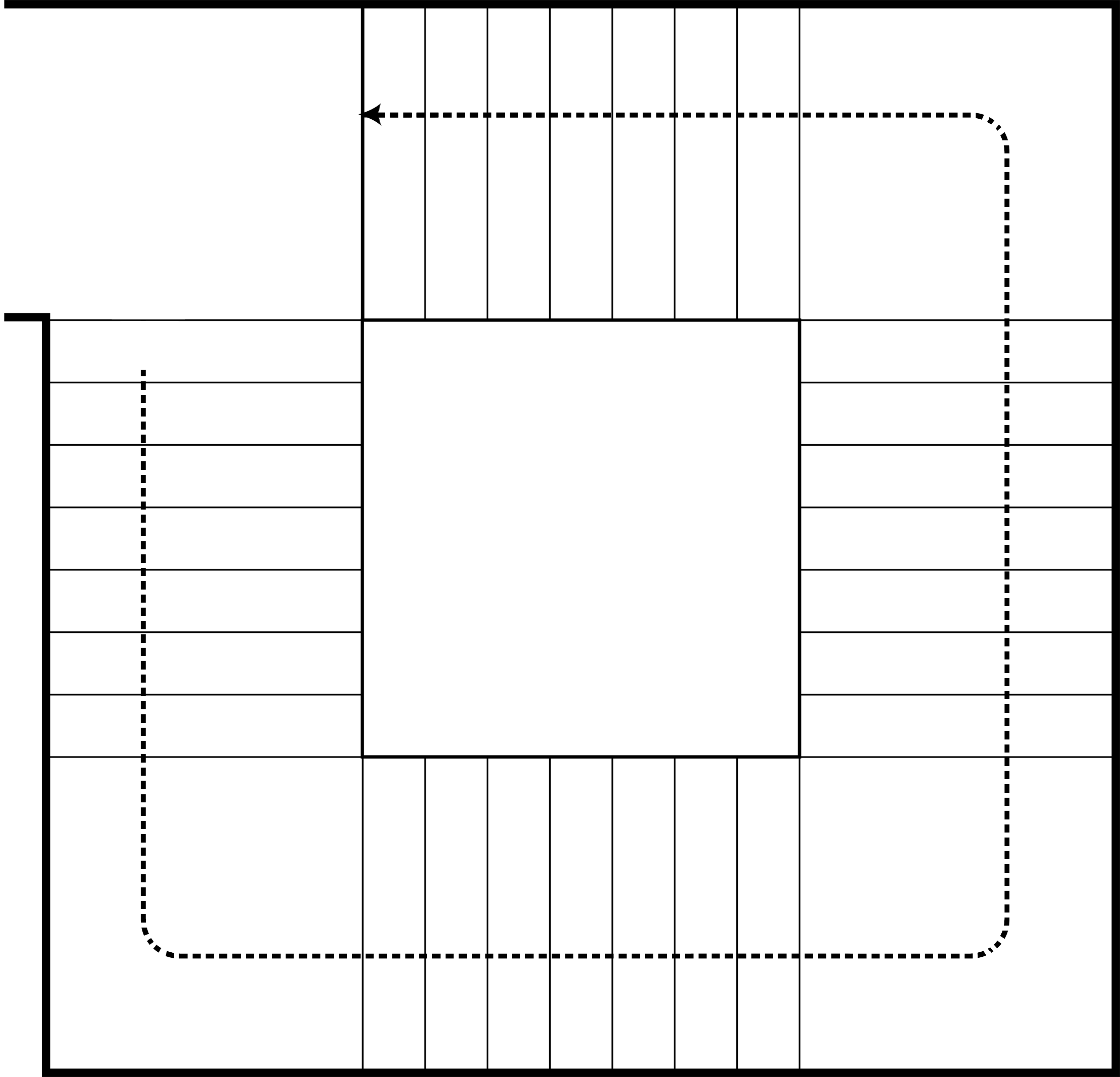
Escalera de cuatro tramos

### Por el número de tiros
- Escalera de un tiro: cuando todos sus tramos se agrupan en igual dirección y sentido, uno tras otro.
- Escalera de dos tiros: cuando algunos tramos se agrupan en una dirección y sentido y el resto en otro sentido y otra dirección.
- Escalera imperial: la que tiene un primer tramo central, descansillos, y dos tramos laterales en dirección contraria.
- Etc.

## Escaleras de salida de emergencia

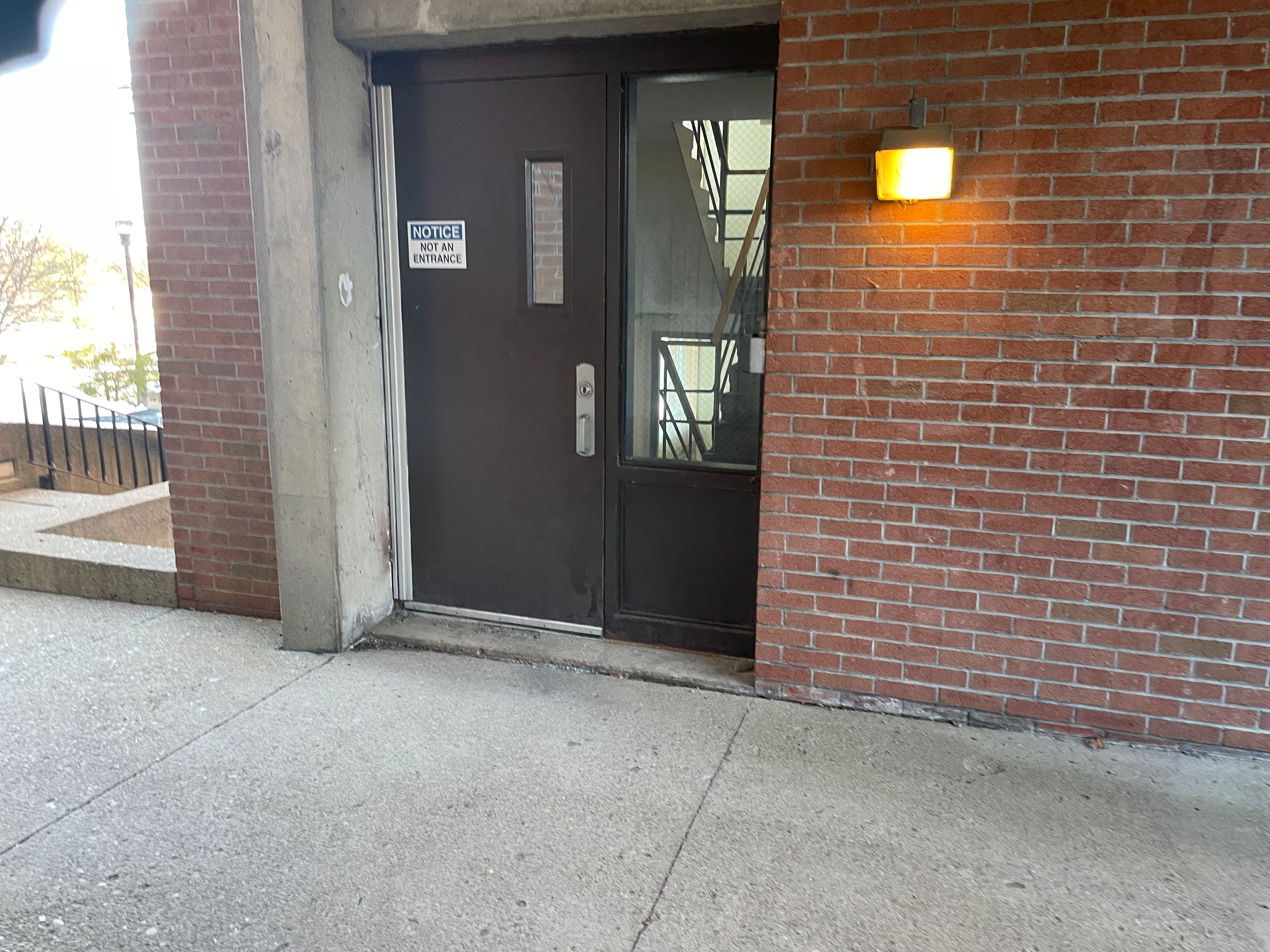
Las escaleras de salida de emergencia generalmente están escasamente amuebladas debido a las restricciones del código de incendios

Los códigos de construcción locales a menudo dictarán el número de salidas de emergencia requeridas para un edificio de un tamaño determinado. Esto puede incluir especificar un número mínimo de huecos de escalera. Para cualquier edificio más grande que una casa privada, los códigos modernos especifican invariablemente al menos dos juegos de escaleras, completamente aislados entre sí, de modo que si uno se vuelve intransitable debido al humo o las llamas, el otro sigue siendo utilizable.
La forma tradicional de satisfacer este requisito era construir dos pilas de escaleras separadas, cada una ocupando su propio espacio dentro de cada placa de piso. Cada hueco de la escalera está configurado internamente en una disposición a menudo llamada diseño de "retorno en U" o "retorno". Los dos huecos de escalera pueden construirse uno al lado del otro, separados por un tabique ignífugo, u opcionalmente los dos huecos de escalera pueden estar ubicados a cierta distancia entre sí dentro de la planta. Estos arreglos tradicionales tienen la ventaja de ser fácilmente entendidos por los ocupantes del edificio y los visitantes ocasionales.
Algunos arquitectos ahorran espacio en el piso sin dejar de cumplir con el requisito de salida, alojando dos huecos de escalera en una configuración de «hélice doble» o «escaleras de tijera» en la que dos huecos de escalera ocupan el mismo espacio en el suelo, pero son entrelazados a la par que separados por tabiques ignífugos en todo su recorrido. Sin embargo, este diseño deposita a cualquiera que descienda por la pila en ubicaciones alternas en cada piso sucesivo, y esto puede ser muy desorientador. Algunos códigos de construcción recomiendan el uso de una franja codificada por colores y letreros para distinguir entre sí los huecos de las escaleras que de otro modo serían idénticos, y para facilitar el seguimiento de una ruta de salida rápida.

## Ergonomía

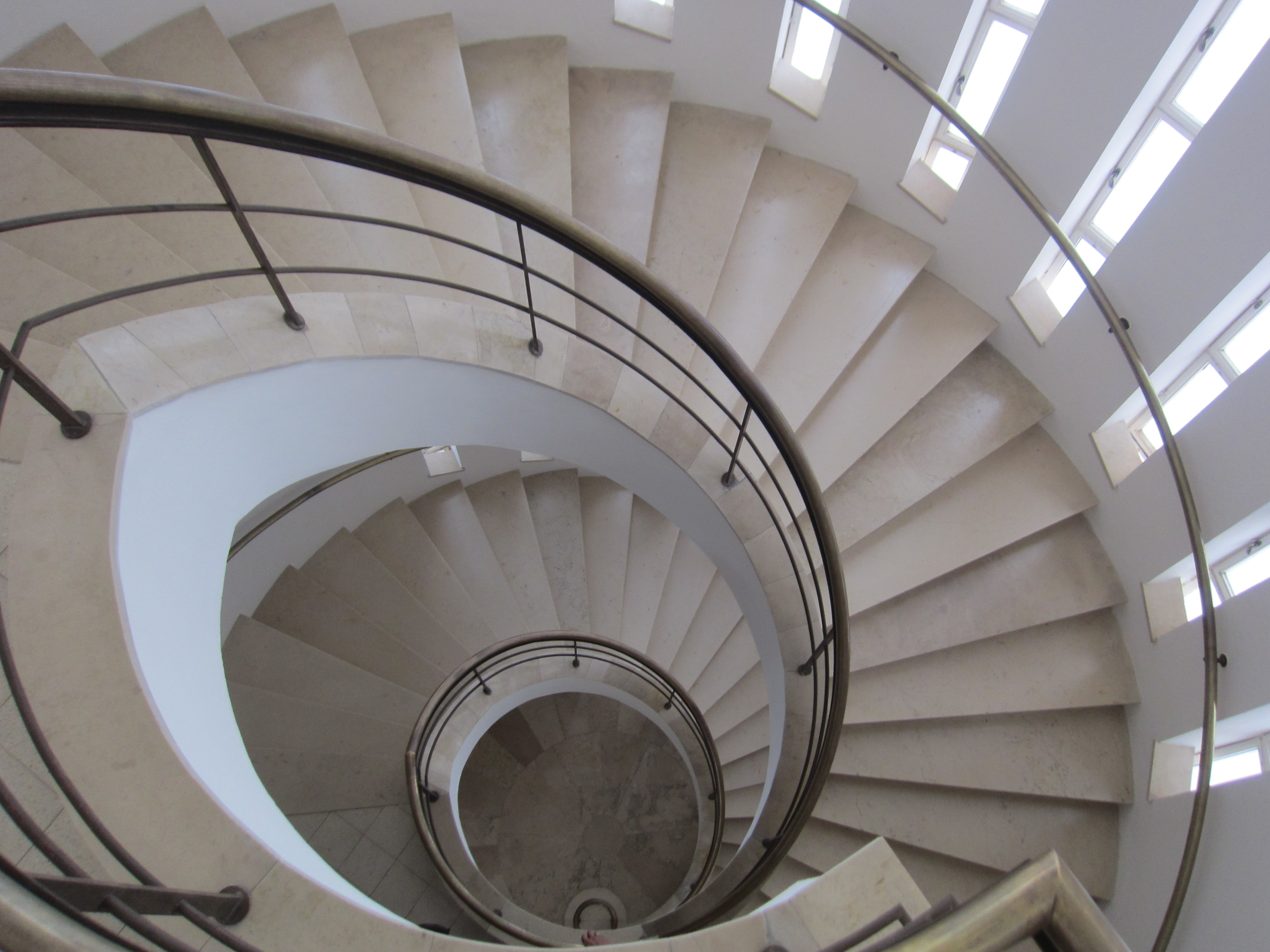
Salvaescaleras

Ergonómicamente y por razones de seguridad, las escaleras deben tener ciertas medidas para que las personas puedan usarlas cómodamente. Los códigos de construcción suelen especificar ciertas medidas para que las escaleras no sean demasiado empinadas o estrechas.
Nicolas-François Blondel en el último volumen de su Cours d'architecture (1675–1683) fue la primera persona conocida en establecer la relación ergonómica entre las dimensiones de la banda de rodadura y la contrahuella. Especificó que 2 × contrahuella + banda de rodadura = longitud del paso.
Se estima que un paso en falso notable ocurre una vez en 7398 usos y un accidente menor en un tramo de escaleras ocurre una vez en 63 000 usos. Las escaleras pueden ser un obstáculo peligroso para algunos, por lo que algunas personas eligen vivir en residencias sin escaleras para protegerse de lesiones.
Las escaleras no son adecuadas para silla de ruedas y otros vehículos. Un salvaescaleras es un dispositivo mecánico para subir y bajar sillas de ruedas por escaleras. Para escaleras suficientemente anchas, se monta un raíl en los peldaños de las escaleras o se fija en la pared. Se sujeta una silla al raíl y la persona en la silla se eleva a medida que la silla se mueve a lo largo del raíl.

## En el arte y en la arquitectura
Los santuarios religiosos y las estructuras conmemorativas a menudo se acceden a través de escaleras, que a veces suman cientos o miles de escalones. Muchos edificios neoclásicos cuentan con amplias escaleras prominentes que ascienden a una plataforma elevada o zócalo donde se encuentra la entrada principal. En los últimos años, la creciente preocupación por la accesibilidad ha alentado a los arquitectos a modernizar discretas entradas públicas o ascensores de nivel inferior para facilitar el acceso de sillas de ruedas.
Las grandes escaleras helicoidales de pozo abierto se han utilizado como elemento central en los edificios públicos desde el Renacimiento hasta la época moderna. : 81  Una versión del siglo XXI son las escaleras helicoidales cubiertas de vidrio y con peldaños de vidrio en el centro de varias Apple Store emblemáticas.
Vessel es una estructura artística y una atracción para visitantes que se construyó como parte del proyecto de remodelación de Hudson Yards en Manhattan. Construida según los planos del diseñador británico Thomas Heatherwick, la elaborada estructura en forma de panal se eleva 16 pisos y consta de 154 tramos de escaleras, 2500 escalones y 80 descansos para que los visitantes exploren.
Las escaleras también pueden ser una construcción física extravagante, como las "escaleras que no van a ninguna parte" ubicadas en la Winchester Mystery House. Las escaleras de Penrose, ideadas por Lionel y Roger Penrose, son un famoso objeto imposible. La imagen distorsiona la perspectiva de tal manera que las escaleras parecen interminables, una imposibilidad física. La imagen fue adoptada por M. C. Escher en su icónica litografía Ascending and Descending.

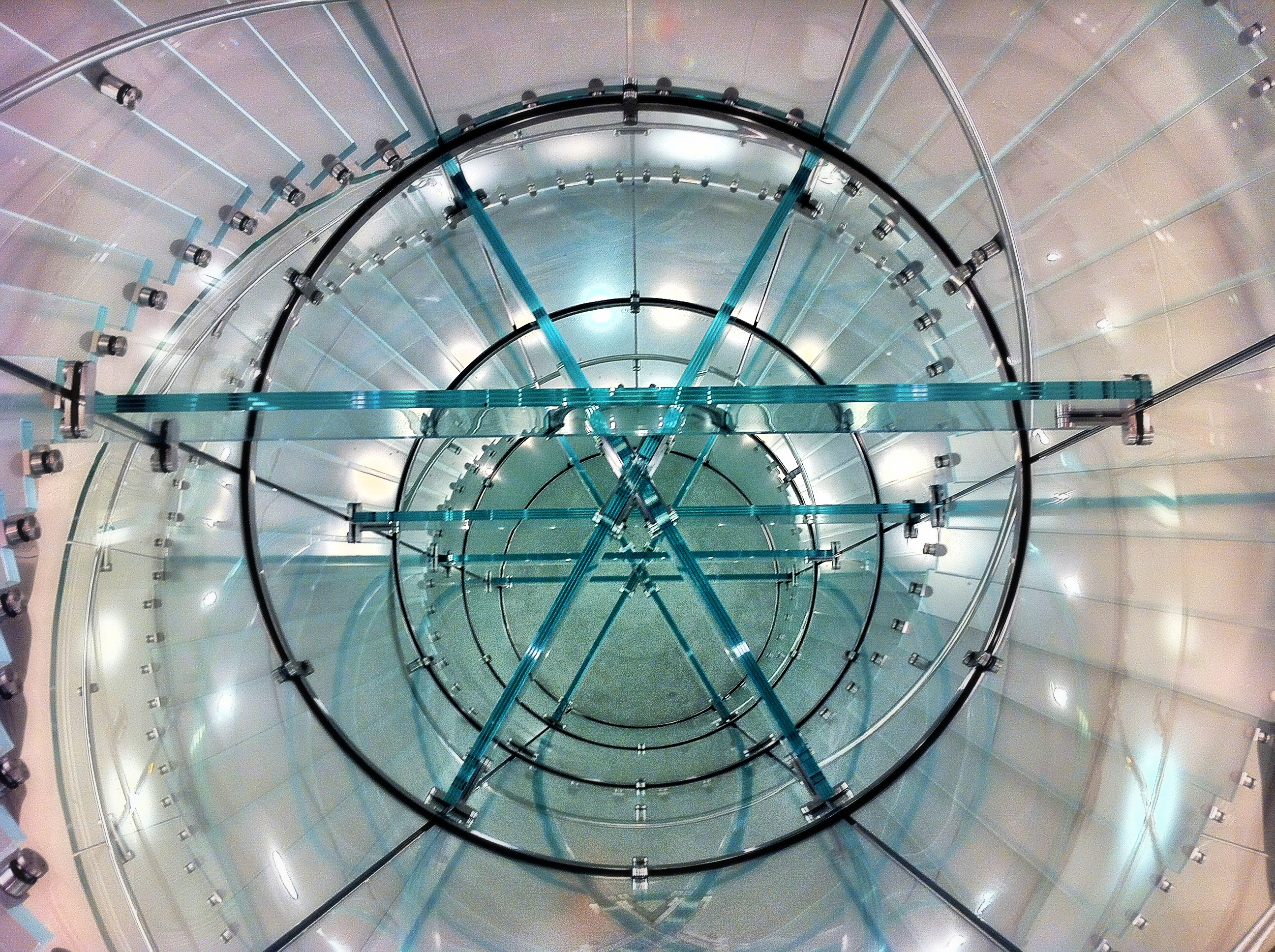
Vista aérea de las escaleras helicoidales con peldaños de vidrio en Apple Store en Boston
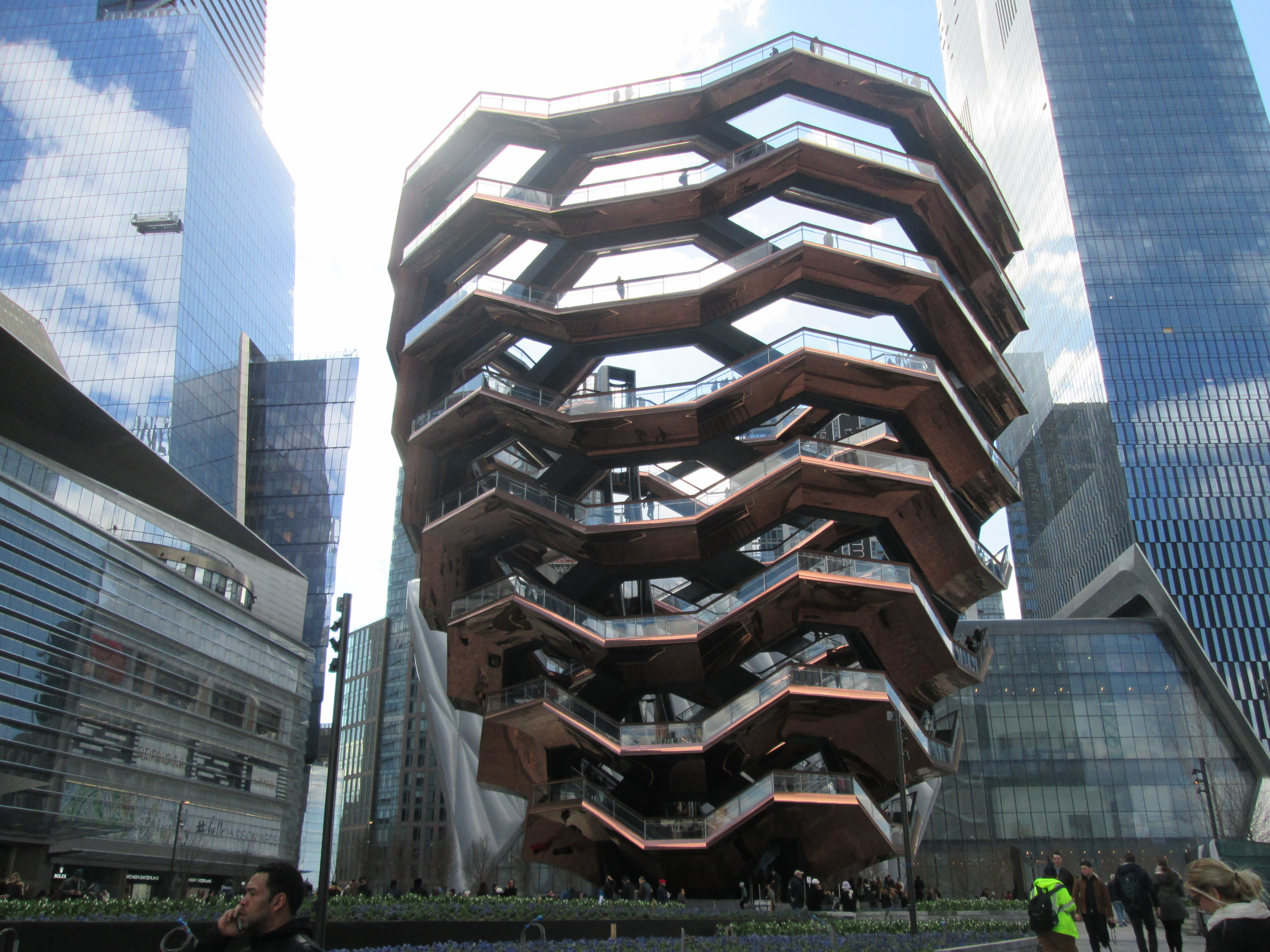
Vessel, de Thomas Heatherwick, se compone de varias escaleras y descansillos
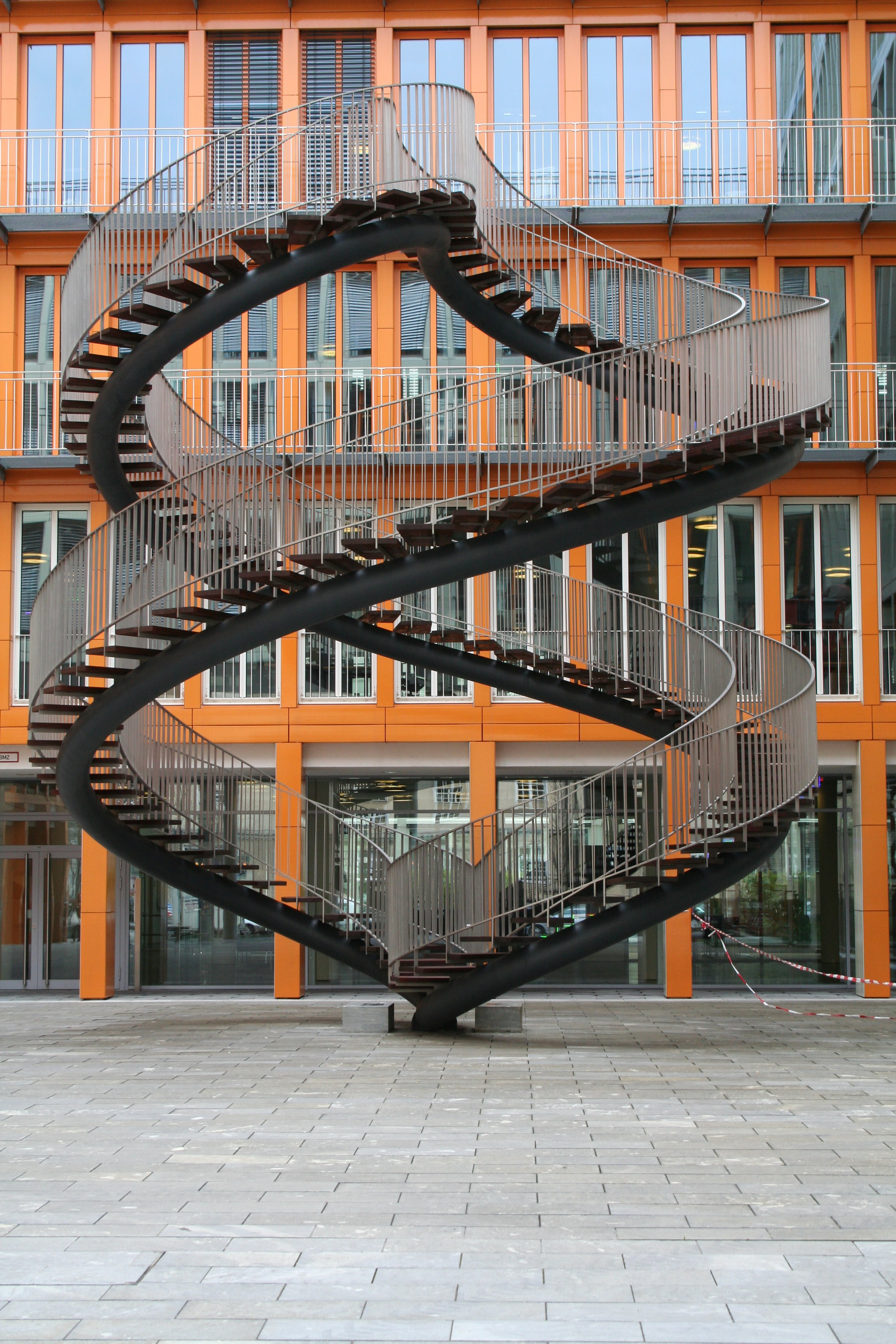
Umschreibung ("Circunscripción"), por Olafur Eliasson, una escalera interminable en KPMG, Munich, Alemania
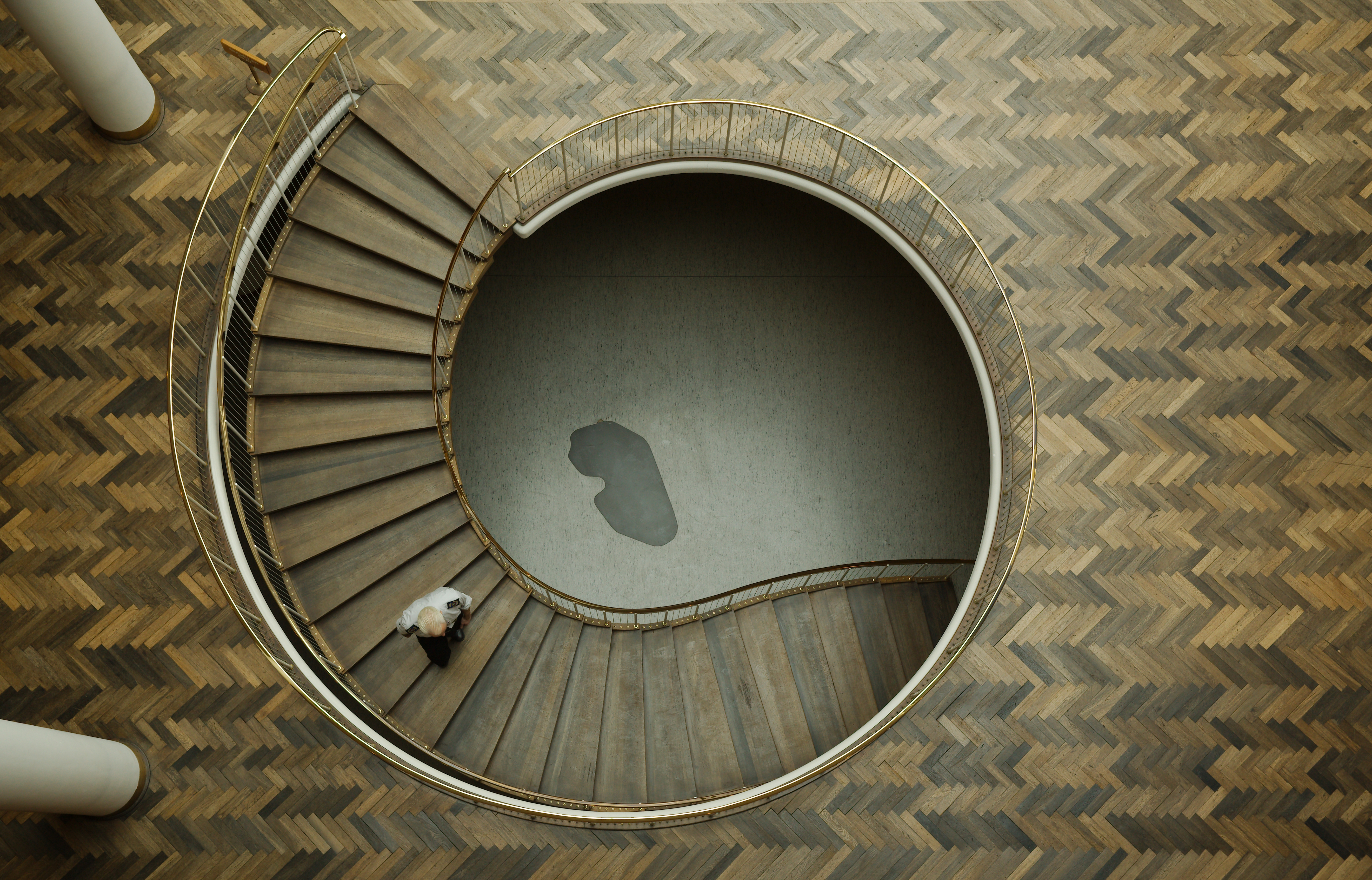
Una escalera en el Ayuntamiento de Aarhus, Dinamarca. La piedra angular gris oscuro con forma de riñón que se ve en la parte inferior del hueco de la escalera contiene las tres piedras fundamentales del edificio y se usó como punto de referencia para el ajuste de altura durante todo el período de construcción.